# Darko Macan
Darko Macan (n. en Zagreb en 1966) es un novelista, editor, artista e historietista croata, creador y colaborador de varias comic books, ensayos sobre ciencia ficción y novelas fantásticas.

## Biografía
Macan nació en Zagreb, donde aún reside, y tiene un título en historia y arqueología por la Universidad de Zagreb.
Ha ilustrado y escrito numerosos cómics, sobre todo en croata, pero en 1993 ingresó en la industria del cómic estadounidense cuando él y su colega, el artista croata Edvin Biuković, enviaron su trabajo a Dark Horse Comics. También ha dibujado al Pato Donald y a Mickey Mouse para los cómics de Disney. Fue nominado para los Premios Eisner en dos ocasiones: por Grendel Tales: Devils and Deaths y por Prayer to Sun.
Como autor, ha escrito más de cuarenta historias cortas de ciencia ficción y de fantasía, dos novelas de ciencia ficción y tres libros infantiles. Ganó cuatro Premios SFERA y dos Premios Grigor Vitez.
Bajo el seudónimo Cecile Quintal ha escrito ensayos sobre cómics.
Fue editor de nueve Annual Collections of Croatian SF. Es redactor jefe en la revista de cómics "Q strip".

## Obras

### Ciencia ficción y fantasía en prosa
- Ona koju vole bogovi, novela (con Tatjana Jambrišak, Goran Konvični, Damir Starešinić y Berislav Lopac; incluida en la colección anual Zagreb 2014 por SFera, 1998)
- Koža boje masline, novela (incluida en la colección anual Dvije tisuće šarenih aliena por SFera, 2000), ganadora del Premio SFERA
- Teksas Kid (i još neka moja braća), colección de historias cortas, incluye Koža boje masline  (Mentor, 2003)
- 42 (pročitaj i daj dalje), historias cortas (Mentor, 2009)

### Libros sobre ciencia ficción
- Macan čita! (obdukcija SF-žanra u Hrvata) (Mentor, 2007)

### Libros para niños
- Knjige lažu! (Znanje, 1997), Premio Grigor Vitez
- Pavo protiv Pave (Mozaik kniga, 2002)
- Žuta minuta: rock'n'roll bajka (Autorska kuća, 2005), Premio Grigor Vitez
- Dlakovuk (Knjiga u centru and Autorska kuća, 2007)
- Jadnorog (Knjiga u centru, 2008)

### Cómics
- Citati (con Edvin Biuković, Stripagent, 1993, 2000)
- Strossmayer (con Radovan Devlić y Dušan Gačić, Glas koncila, 1993)
- Grendel Tales: Devils and Deaths (con Edvin Biuković, Dark Horse Comics, 1996)
- Star Wars: X-Wing: The Phantom Affair (con Michael Stackpole y Edvin Biuković, Dark Horse Comics, 1997)
- Borovnica (Školska knjiga, 1998)
- Tarzan: Carson of Venus (con Igor Kordej, Dark Horse Comics, 1999)
- Hellblazer #144-145 (con Gary Erskine, Vertigo, 2000)
- Star Wars: Vader's Quest (con Dave Gibbons, Dark Horse Comics, 2000)
- Weird War Tales (con Edvin Biuković, "A Prayer to the Sun", Vertigo, 2000)
- Star Wars Tales 3: Lady Luck (con Rich Handley, Dark Horse Comics, 2001)
- Star Wars: Chewbacca (con un grupo de otros artistas, Dark Horse Comics, 2001)
- Komarac: Prop'o plan (con Štef Bartolić; Profil, 2001)
- Star Wars: Jedi vs Sith (con Ramon Bachs, Dark Horse Comics, 2002)
- La Bête Noire #1-5 (con Milan Jovanović, Drugi pogled, 2001 and 2002)
- Mister Mačak (con Robert Solanović y Tihomir Tikulin; Bookglobe, 2002)
- Cable: The End (con Igor Kordej, David Tischmann y Mike Huddlestone, Marvel Comics, 2002)
- Soldier X #1-8 (con Igor Kordej, Marvel Comics, 2002)
- Mr. Meow (con Robert Solanović) en el número 113 de Furrlough #113, Radio Comix, 2002
- Mister Mačak protiv zvjezdanog roja (con Robert Solanović; Bookglobe, 2005)
- Borovnica - - - protiv Paje Pauka! (Mentor, 2005)
- Borovnica - - - predvodi čopor! (Mentor, 2007)
- Borovnica: pasice (Mentor, 2007)
- Pirati - cio svijet na internet! (Autorska kuća, 2007)
- Kolumbo (Mentor, 2007)
- Martina Mjesec (con Goran Sudžuka; Mentor, 2007)
- Svebor i Plamena (con Goran Sudžuka y Matija Pisačić; Fibra, 2007)
- Mali Guj i njegov Zmuj (con Frano Petruša; Mentor, 2007)
- Borovnica - - - rani dani! (Mentor, 2008)
- Mišo: štakori trče počasni krug! (Mentor, 2008)
- Bočko: 20 godina s nama (Mentor, 2008)
- Sergej: stare priče (Mentor, 2008)
- Dnevniq (Mentor, 2009)

### Libros sobre cómics
- Stripocentrik : (Kvintalove tjedne kartice) (Mentor, 2005)
- Hrvatski strip : 1945.-54. (Mentor, 2007)